# Matutin
Matutin (latin matutina) er den katolske morgenbøn.
Matutin afholdes klokken 3 om natten. Matutin kom lige før Laudes uden pauser imellem.